# 여수한려초등학교
여수한려초등학교는 대한민국 전라남도 여수시에 있는 공립 초등학교이다

## 학교 연혁
- 1991년 3월 1일 여수한려국민학교 개교(29학급)
- 1994년 3월 1일 여수한려국민학교 병설유치원 개원
- 1996년 3월 1일 여수한려초등학교로 개칭
- 2018년 2월 13일 제 27회 졸업 (99명 졸업)

## 참고 자료
- 여수한려초등학교 - 한국교육학술정보원 학교알리미